# 念仏物語
『念仏物語』（ねんぶつものがたり）は、1993年4月に発売されたOVA作品。

## 概要
浄土真宗の教義を明快に説くことを目的として、本願寺出版社とビジュアル80によって企画制作されたシリーズ作品。お釈迦さまの種々のエピソードをアニメ化したビデオアニメシリーズ『仏典物語』に続くものとして企画された。浄土真宗の宗祖である親鸞聖人のエピソード紹介がテーマとなっている。当初は10数巻のリリース予定だったが、最終的には全7巻で終了している。

## 登場人物
- 唯円 - 富山敬
- 蓮如 - 藤本譲
- 波岡晶子
- 行善 - 池田勝
- 親鸞 - 小川真司
- 戸田恵子

## 念仏物語 親鸞さま ねがい、そして ひかり。
『念仏物語 親鸞さま ねがい、そして ひかり。』（ねんぶつものがたり しんらんさま ねがい、そして ひかり）は、2008年4月4日に発売されたOVA作品。

### 解説
浄土真宗の教祖である親鸞聖人の750回大遠忌を記念して浄土真宗本願寺派が制作した。全3章、108分。アニメの製作はグループ・タックが担当した。
ストーリーは、親鸞が自らの生涯を振り返っていく一代記であり、大川透、野田圭一、小林桂樹がリレー形式で演じる。

### 登場人物（2008年版）
- 親鸞聖人 - 小林桂樹
- 法然上人 - 石田太郎
- 青年時代の親鸞聖人 - 大川透
- 中年時代の親鸞聖人 - 野田圭一
- 松若 - 日比愛子
- 春 - 大本眞基子
- 菊坊 - こおろぎさとみ
- 平野正人
- 稲葉実
- 茶風林
- 松野太紀
- 遠近孝一
- 千葉一伸
- 竹本英史
- 平井啓二
- 真山亜子
- 小林通孝
- 中尾良平
- 川津泰彦
- 藤本たかひろ
- 松原大典
- 坂熊孝彦
- 金光祥浩
- 安井絵里
- 鄭光誠
- 上村彩子
- 後藤恵
- なかじまゆうゆ
- ちかみれい
- 神谷菜々江
- 安西英美
- 吉川未来
- 安田早希
- 遠藤智佳
- 外村茉莉子
- 恵信尼さま - 島本須美
- 覚信尼 - 松井菜桜子
- ナレーション - 竹下景子

### スタッフ
- 監督 - 宇井孝司
- 脚本 - 相馬和彦
- 監修 - 千葉乗隆、梯實圓
- 総作画監督 - 後村武
- キャラクターデザイン - 李普螺
- 美術監督 - 阿部とし子
- 撮影監督 - 館信一郎
- 色彩設計 - 酒井美晴
- 編集 - 岡祐司
- 音楽 - 渡辺俊幸
- 音響監督 - 宇井孝司
- 製作・総指揮・企画・原案 - 本願寺出版社